# Mercury Lounge
Mercury Lounge er en klub og et spillested på Lower East Side på Manhattan i New York City. Bygningen ligger på Houston Street nr. 217. Bygningen har huset et spillested siden 1993. Der er plads til 225 gæster.